# Мунтвилер, Филипп
Филипп Мунтвилер (нем. Philipp Muntwiler; родился 25 февраля 1987, Виль) — швейцарский футболист, полузащитник и капитан клуба «Виль».

## Карьера
После окончания футбольной школы футбольного клуба «Базенхайд» Филипп попал в систему «Санкт-Галлена». Проведя сезон в молодёжной команде клуба Суперлиги, Мунтвилер один сезон выступал за клуб из родного города — «Виль 1900», а через год вернулся в «Санкт-Галлен».
В свой дебютный сезон Мунтвилер принял участие в 24 матчах чемпионата из возможных 36. В том сезоне случилось и событие со знаком минус с участием полузащитника — Филипп Мунтвилер принял участие в игре молодёжной команды «Санкт-Галлена» и в тот же день был заявлен за основу. По регламенту этот пункт был запрещён, «Санкт-Галлену» было защитано техническое поражение во встрече против «Цюриха». «Цюрих» в итоге опередил «Базель» в итоговой таблице на одно очко, став чемпионом. Мунтвилер покинул «Санкт-Галлен» в 2012 году, поиграв один сезон в «Люцерне».
В 2013 году отправился в аренду в «Вадуц», а перед стартом второй половины сезона 2013/14 игрок был выкуплен лихтенштейнским клубом и подписал контракт с ним до 2018 года. После вылета команды из Суперлиги и ухода основного капитана Симоне Гриппо Мунтвилер был назначен новым капитаном «Вадуца». В мае 2018 года игрок продлил контракт с клубом до конца сезона 2019/20.

## Достижения
- Обладатель Кубка Лихтенштейна: 2014, 2015, 2016, 2017, 2018, 2019